# La Mesilla
La Mesilla ist ein Census-designated place (CDP) im Rio Arriba County im US-Bundesstaat New Mexico mit 1.844 Einwohnern (Stand: 2020). Er wird vom United States Census seit der Zählung von 2010 als solcher erfasst.

## Geographie
La Mesilla liegt auf 35° 56′ 46.08″ Nord und 106° 4′ 18.69″ West in einer Höhe von 1716 Metern (5630 Fuß) südlich von Española am Ostufer des Rio Grande. Santa Fe liegt etwa 30 Kilometer südlich.

## Demographische Daten
Laut der Volkszählung von 2020 verteilten sich die damaligen Einwohner auf 879 Haushalte, was einen Schnitt von 2,1 Personen pro Haushalt ergibt. In 34,2 % der Haushalte war Englisch nicht die Umgangssprache. Das Median-Alter der Bevölkerung betrug 43,4 Jahre, 24,1 % waren jünger als 18 Jahre. Zu einer Familie gehörten durchschnittlich 3,75 Personen. 44 % der Bevölkerung bezeichneten sich als Weiße, 0,3 % als Indianer, 22 % gaben die Angehörigkeit zu einer anderen Ethnie und 31 % zu mehreren Ethnien an. Das Median-Jahreseinkommen pro Haushalt lag bei 66.586 USD.